# Роман Слободян
Роман Слободян (на немски: Roman Slobodjan) е германски шахматист, гросмайстор от 1996 г. През януари 2008 г. има ЕЛО рейтинг 2547. През 1995 г. става световен шампион за юноши до 20 години. За този му успех международната федерация по шахмат (ФИДЕ) го награждава следващата година с гросмайсторско звание. През 1997 г. участва на световното първенство за мъже в Гронинген. Постига впечатляващ резултат в първия кръг, като побеждава Петер Леко. Във втория кръг обаче отпада след загуба от грузинския гросмайстор Зураб Азмайпарашвили. През 2003 г. поделя втората позиция на турнира в гр. Арко, а през 2004 г. триумфира в Хавана. През 2006 г. поделя първата позиция в Дрезден.